# Station Vidauban
Station Vidauban is een spoorwegstation in de Franse gemeente Vidauban.